# The Times of India
The Times of India (TOI) – indyjski dziennik wydawany w języku angielskim o konserwatywnym profilu. Zajmuje pierwszą pozycję w Indiach pod względem nakładu i sprzedaży wśród dzienników anglojęzycznych.

## Historia
„The Times of India” został założony 3 listopada 1838 r. jako „The Bombay Times and Journal of Commerce” w Bombaju podczas panowania brytyjskiego w Indiach przez Raobahadura Narayana Dinanatha Velkara. Publikowany w sobotę i niedzielę „The Bombay Times and Journal of Commerce” zawierał wiadomości zarówno z Wysp Brytyjskich i świata, jak i subkontynentu. W 1850 zadecydowano o zmianie częstotliwości wydawania na dziennik.
W 1859 roku ówczesny redaktor naczelny Robert Knight doprowadził do fuzji trzech gazet: 
- "The Bombay Times & Journal of Commerce"
- "Bombay Standard"
- "Chronicle of Western India"

W wyniku fuzji powstał tytuł „Bombay Times and Standard”. Na jego bazie powstała pierwsza indyjska agencja prasowa, która dzięki osobistym kontaktom Knighta, rozpoczęła współpracę z Reutersem.
28 września 1861 „Bombay Times and Standard” wchłonął kolejną gazetę: „Bombay Telegraph & Courier". Nowy dziennik przyjął stosowaną do dziś nazwę „The Times of India”.
Od 1892 r. TOI należy od kompanii Bennett, Coleman & Co Ltd, kiedy właściciel i redaktor Thomas Bennett proponuje współpracę Colemanowi. Od 1902 r. redakcja gazety mieści się w budynku naprzeciwko Chhatrapati Shivaji Terminus (dawniej Victoria Terminus) jakkolwiek obecnie główna redakcja znajduje się w Delhi, a w Mumbaju jedynie redakcja regionalna.
Po uzyskaniu przez Indie niepodległości pismo przechodzi w indyjskie ręce, a linia polityczna zmienia się na nacjonalistyczną, ale mimo to gazeta bywała złośliwie nazywana przez krytyków „ostatnią forpocztą Imperium”
W 1996 otworzono portal internetowy timesofindia.com, który stał się najpopularniejszym tego typu portalem w indyjskim internecie.

## Stan obecny
„The Times of India” jest publikowany przez The Times Group. Grupa ta oprócz „The Times of India” wydaje również The Economic Times, Mumbai Mirror, Pune Mirror, Bangalore Mirror, Ahmedabad Mirror, the Navbharat Times (dziennik w języku hindi), the Maharashtra Times (dziennik w języku marathi).
Gazeta posiada wiele regionalnych edycji w największych miastach kraju m.in.: w Ahmedabadzie, w Bangalurze, w Ćennaj, w Delhi, w Hajdarabadzie, w Jaipurze, w Kalkucie, w Lucknow, w Mumbaju i w Pune.
Rywalami na rynku dzienników anglojęzycznych w Indiach są „The Hindu” i „The Hindustan Times”.